# Stenandrium
Stenandrium là chi thực vật có hoa trong họ Acanthaceae.